# ZeidZ
ZeidZ, de son vrai nom Beddy Evrard Guy TAPÉ, est un Jeune rappeur, auteur-compositeur et interprète ivoirien née le 2 juin 1999 à Abidjan précisément au 2 plateaux il debut can carrière artistique en classe de 3eme il commence alors avec un groupe nommé la Royal Family. Il decide ensuite de commencer une carrière solo. Drill, Trap. Afrobeat, Melo il est tout simplement polyvalent je vous invite à faire un tour sur ses pages pour écouter un talent pur made in Africa.
1. ↑  Modèle {{Lien web}} : paramètres « url » et « titre » manquants.  , sur https://slaps.com/zeidzsept, 1er août 2025